# 查卡布科戰役
查卡布科戰役（英語：Battle of Chacabuco）是1817年2月12日時，智利獨立戰爭期間爆發的其中一場戰鬥。其中拉布拉他聯合省上將荷西·德·聖馬丁所領導的安第斯軍擊敗了西班牙部隊，並且宣告智利都督府的統治失敗，之後西班牙為其控制的地區另外劃入了秘魯副王區政府。

## 外部連結
- A document by Bartolomé Mitre, who became the argentine President, detailing the battle （西班牙文）
- Batalla de Chacabuco en Turismochile.com
- Batalla de Chacabuco en emol.com （页面存档备份，存于）

32°59′35″S 70°41′2″W / 32.99306°S 70.68389°W